# Allochrusa persica
Allochrusa persica là loài thực vật có hoa thuộc họ Cẩm chướng. Loài này được (Boiss.) Boiss. mô tả khoa học đầu tiên năm 1867.